# Setge de Tarragona de 1462
El setge de Tarragona de 1462 fou un dels combats de la Guerra Civil Catalana.

## Antecedents
El 24 d'abril, el Consell del Principat va aixecar una host de 300 cavallers amb 100 llances i un miler d'infants comandada per Hug Roger III de Pallars Sobirà per combatre els pagesos, i la reina va decretar immediatament la seva il·legalitat, mentre els diputats i el Consell prohibiren la publicació de la crida reial. Les autoritats locals que fer doncs les dues autoritats eren legítimes però les ordres contradictòries i els primers atacs foren de les tropes remences de Francesc de Verntallat a Castellfollit de la Roca el 1462, mentre els revoltats assetjaven la Força Vella de Girona, on s'havien refugiat Joana Enríquez i el príncep Ferran. L'arquebisbe Pero Ximénez de Urrea i de Bardaixí es va posar del costat dels reialistes, mentre que el Consell Municipal es va aliar amb la Generalitat i va reparar les muralles i el material bèl·lic.
El rei, veient la situació va entrar al Principat sense permís del Consell del Principat, instal·lant la seva base d'operacions a Balaguer i iniciant les operacions per prendre Tàrrega. La Host del Consell del Principat va acudir al seu encontre, i aquest va enviar el seu exèrcit derrotant els revoltats a Rubinat el juliol de 1462 i capturant els principals caps de l'oposició, que morien executats el 1463.
El Consell del Principat, veient que una república sense suport extern era inviable va proposar nomenar comte de Barcelona al rei Enric IV de Castella, que a part dels seus drets al tron, podia comptar amb l'ajuda dels beamontesos navarresos enemics de Joan el Gran i de Gastó IV de Foix. El mateix 12 de setembre, quan Joan el Gran es va unir a les tropes de Gastó de Foix a Sant Andreu de Palomar tenia lloc a Barcelona la solemne proclamació d'Enric IV de Castella com el nou Comte de Barcelona i el 13 el 14 de setembre s'inicia el setge de Barcelona, al que va participar entre set i vuit-mil assetjants i uns cinc mil defensors de la ciutat, però el 4 d'octubre, però, el amb el fracàs dels assalts i davant la imminent arribada dels 2.500 soldats de cavalleria castellana Joan de Beaumont va aixecar el setge de Barcelona, en el primer gran triomf dels revoltats. Les tropes reialistes es dirigiren a Sant Cugat del Vallès i Martorell, que no van ocupar i després a Vilafranca del Penedès que pogué ocupar el 9 d'octubre i es dirigí a Tarragona mentre Pero Ximénez de Urrea també ho feia des de les muntanyes de Prades.

## El setge
Joan el Gran va posar setge a Tarragona el 17 d'octubre de 1462, defensada per Damià de Montserrat i després de diversos assalts rebutjats, i del fracàs de l'estol de la Generalitat per socórrer la ciutat, rebutjat per l'estol reial, els assetjats, mancats de recursos, van capitular el 31 d'octubre. a canvi que ni el rei ni les seves tropes entressin a la ciutat.

## Conseqüències
Joan el Gran va perdonar als rebels però començà una fortíssima repressió al Camp contra els partidaris de la Generalitat. El 24 d'octubre, havien arribat a Barcelona Joan de Beaumont i Joan Ximénez de Arévalo com a lloctinents del Principat en nom d'Enric.
Els reialistes només controlaven Balaguer, Tarragona, Tàrrega, Montblanc, Girona i Perpinyà, però la major part a Catalunya es manté a al costat de la Diputació del General i el Consell del Principat, el rei i el comte de Foix van decidir decidir refugiar-se al Regne d'Aragó, arribant a Balaguer, on va establir la seva cort, el 12 de novembre després de passar per Montblanc.